# Tettigidea bruneri
Tettigidea bruneri är en insektsart som beskrevs av Morse 1900. Tettigidea bruneri ingår i släktet Tettigidea och familjen torngräshoppor. Inga underarter finns listade i Catalogue of Life.